# Маранело
Маранело (на италиански: Maranello) е град и община в Северна Италия, разположен на 20 km от Модена. Градът е известен по цял свят благодарение на автомобилната компания Ферари, тъй като в Маранело се намира централата на компанията и на едноименния екип от Формула 1. Освен завода за производство на автомобилната марка, тук е и музея на „Ферари“ и частната писта Фиорано. Население 16 865 жители от преброяването на 31 декември 2009 г.